# Бабахин, Калистрат Иванович
Калистра́т Ива́нович Баба́хин (2 мая 1918 — 22 мая 1987) — участник Великой Отечественной войны, командир отделения 30-го гвардейского отдельного сапёрного батальона 26-й гвардейской стрелковой дивизии 8-го гвардейского стрелкового корпуса 11-й гвардейской армии 3-го Белорусского фронта, Герой Советского Союза (24.03.1945), гвардии сержант.

## Биография
Родился 2 мая 1918 года в деревне Козловка Томского уезда (ныне село в составе Болотнинского района Новосибирской области), в семье крестьянина. Русский. Член ВКП(б)/КПСС с 1943 года. Окончил начальную школу, работал в колхозе.
В 1938 году призван в ряды Красной Армии. В 1940 году демобилизовался. Вторично призван в мае 1942 года. В боях Великой Отечественной войны с июня 1942 года. Воевал на 3-м Белорусском фронте.
За годы войны он пропустил через свои руки ни много ни мало — четырнадцать тысяч мин. При наступлении бойцы знали: коль впереди отделение К. И. Бабахина, — успех обеспечен.
Особо отличился командир отделения 30-го гвардейского отдельного сапёрного батальона гвардии сержант К. И. Бабахин при форсировании реки Березина. 30 июня 1944 года под ожесточённым огнём противника он первым достиг противоположного берега реки. На сделанном им плоту переправил 4 пушки, 42 повозки с боеприпасами и более 120 бойцов.
14 июля 1944 года при форсировании реки Неман перетянул вплавь трос с правого берега на левый. С трудом переплыв реку, отбиваясь гранатами и огнём от наседавших немцев, гвардии сержант закрепил трос и охранял его до прихода подкрепления. Своими действиями К. И. Бабахин содействовал переправе на паромах артиллерии, пехоты, повозок с боеприпасами и продовольствием.
Указом Президиума Верховного Совета СССР от 24 марта 1945 года за мужество и героизм, проявленные при форсировании рек Березина и Неман гвардии сержанту Калистрату Ивановичу Бабахину присвоено звание Героя Советского Союза с вручением ордена Ленина и медали «Золотая Звезда» (№ 5006).
Почти всю войну прошёл сапёр без единой царапины. Но разминируя подходы к крепостным стенам Кенигсберга, у К.И Бабахина разорвалась в руках мина. Его немедленно доставили в санчасть. 10 ран насчитали хирурги, но всё же он выжил.
В 1946 году после нескольких месяцев лечения в госпиталях К. И. Бабахин демобилизовался. Вернулся в свою родную деревню инвалидом 2-й группы. До 1982 года работал в колхозе. Скончался 22 мая 1987 года.

## Награды
- Медаль «Золотая Звезда» Героя Советского Союза
- Орден Ленина
- Орден Отечественной войны I степени
- Орден Красной Звезды
- Медали, в том числе:
  - Медаль «За победу над Германией в Великой Отечественной войне 1941—1945 гг.»
  - Юбилейная медаль «Двадцать лет Победы в Великой Отечественной войне 1941—1945 гг.»
  - Юбилейная медаль «Тридцать лет Победы в Великой Отечественной войне 1941—1945 гг.»
  - Юбилейная медаль «Сорок лет Победы в Великой Отечественной войне 1941—1945 гг.»

## Память
- Похоронен на кладбище деревни Козловка.
- Его именем названа улица в родной деревне.